# Roßkaiser
De Roßkaiser is een berg in de deelstaat Tirol, Oostenrijk. De berg heeft een hoogte van 1.970 meter. 
De Roßkaiser is onderdeel van het Kaisergebergte.